# Daj Darogu!
Daj Darogu! (biał. Дай Дарогу!, ros. Дай Дорогу) – białoruski zespół punk rockowy, założony w 1998 roku w Brześciu. Grupa wydała dotychczas sześć albumów studyjnych, zdobywając popularność na Białorusi, w Rosji i na Ukrainie, gdzie zdobywała liczne nagrody w plebiscytach muzycznych oraz była laureatem bądź główną gwiazdą wielu festiwali rockowych. Formacja koncertowała również w Polsce, między innymi na festiwalu Basowiszcza w 2017 roku. Teksty piosenek, tworzone przez lidera zespołu Jurego Stylskiego w przeważającej mierze po rosyjsku, cechuje prowokacyjny, nierzadko wulgarny język.

## Skład

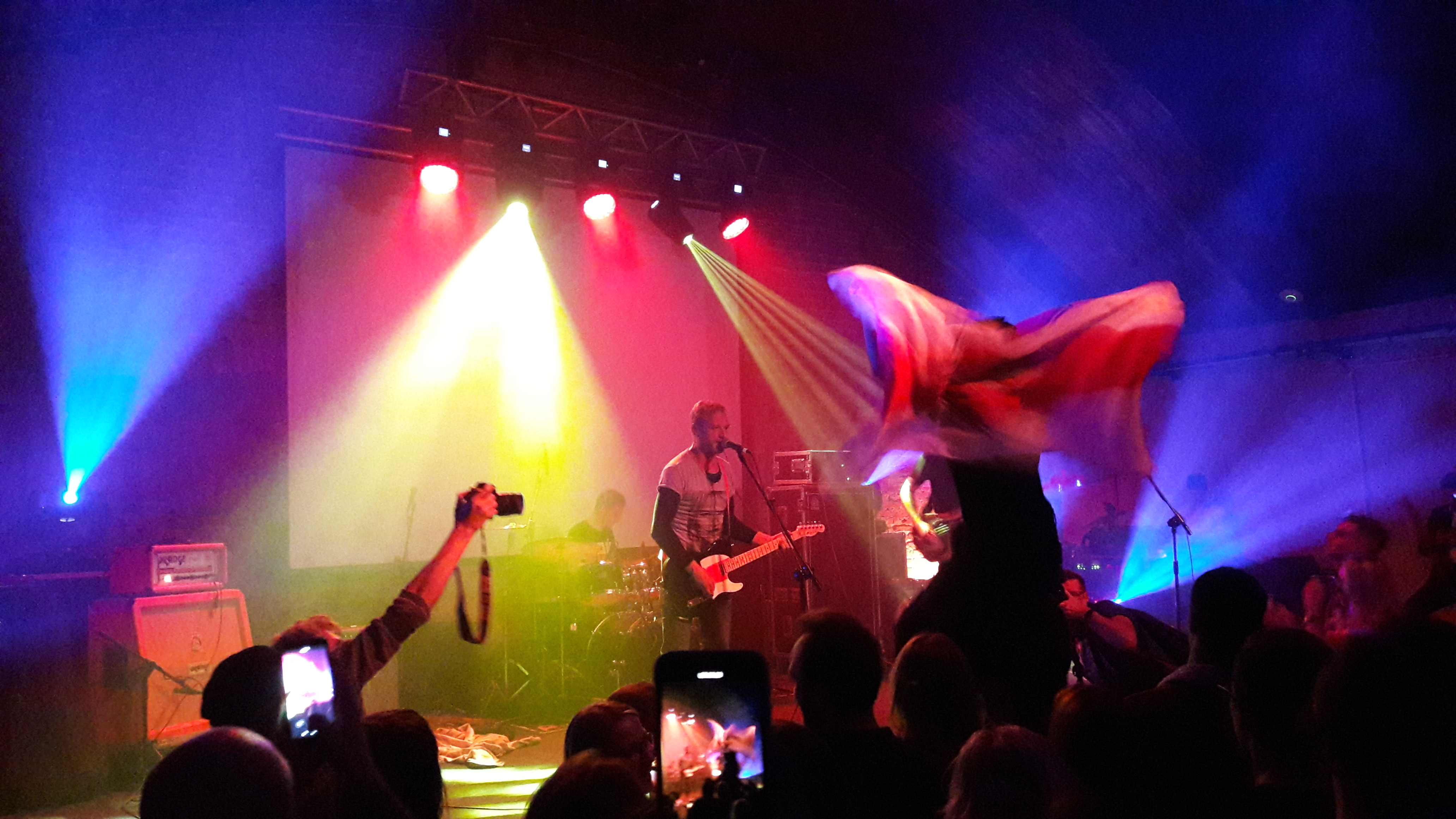
Zespół podczas występu na koncercie „Solidarni z Białorusią” 26 października 2019 roku w Warszawie

### Obecny skład
- Juryj „Kiesza” Stylski – gitara, wokal, teksty (od 1998)
- Alaksandr „Zakr” Zakrżeuski – gitara basowa, wokal wspierający (od 2014)
- Illa Cieraszczuk – perkusja, wokal wspierający (od 2015)[9]

### Byli członkowie
- Wasil Kapyłau – wokal, muzyka, teksty (1998–2002)
- Kirył „Kiriman” Skamin – gitara basowa, wokal wspierający (1998–2014)
- Aleh „Fiodor” Fiadotkin – perkusja (1998, 2004–2012)
- Anatol Tadorski – perkusja (1999)
- Alaksandr „Smuga” Chaładkou – perkusja (1999–2004)
- Ihar Husieu – perkusja (2012–2015)

### Personel techniczny
- Uładzimir „Vova Jodov” Kiwaczuk – dyrektor, reżyser klipów
- Pawieł „SlowMo” Małaszonak – fotograf

## Dyskografia
| Rok  | Dane dot. albumu                                                                               |
| ---- | ---------------------------------------------------------------------------------------------- |
| 1999 | Zarubiło - Oryginalna pisownia tytułu: Зарубило                                                |
| 2002 | Na morozie! - Oryginalna pisownia tytułu: На морозе!                                           |
| 2004 | 20 sm - Oryginalna pisownia tytułu: 20 см - Data wydania: wiosna 2004                          |
| 2008 | D.S.P.G. - Oryginalna pisownia tytułu: Д.С.П.Г. - Wydawca: GO-Records                          |
| 2012 | Skwoź gowno - Oryginalna pisownia tytułu: Сквозь говно - Data wydania: 24 sierpnia 2012        |
| 2015 | Daj Darogu! - Oryginalna pisownia tytułu: Дай Дарогу! - Data wydania: 8 maja 2015              |
| 2020 | Pod woj sobak - Oryginalna pisownia tytułu: Под вой собак - Data wydania: 22 października 2020 |

| Rok  | Dane dot. albumu                                    |
| ---- | --------------------------------------------------- |
| 2005 | Akustika 1 - Oryginalna pisownia tytułu: Акустика 1 |
| 2011 | Boli niet - Oryginalna pisownia tytułu: Боли нет    |

| Rok  | Dane dot. albumu |
| ---- | ---------------- |
| 2006 | Supersession     |

| Rok  | Dane dot. albumu |
| ---- | --- |
| 1998 | Zarubiło!/Pokupajtie wołosy - Oryginalna pisownia tytułu: Зарубило!/Покупайте волосы - Grupa uczestnicząca: Kindiersiurpriz |

### Wydawnictwa, na których znalazły się utwory zespołu
| Rok  | Dane dot. albumu                                                                     | Utwór          | Źródło |
| ---- | ------------------------------------------------------------------------------------ | -------------- | ------ |
| 2003 | Bieszenyje babki - Wydawca: Real Records                                             | „Na Jamajkie”  | [ 10 ] |
| 2005 | Recommended Records 14 - Data wydania: wiosna 2005 - Wydawca: Spiecialnoje Radio     | „Supersession” | [ 11 ] |
| 2005 | Recommended Records 15 - Data wydania: wiosna 2005 - Wydawca: Spiecialnoje Radio     | „Rok”          | [ 12 ] |
| 2006 | Recommended Records 18 - Data wydania: wiosna 2006 - Wydawca: Spiecialnoje Radio     | „Sanie”        | [ 13 ] |
| 2006 | Recommended Records 19 - Data wydania: wiosna 2006 - Wydawca: Spiecialnoje Radio     | „20 sm”        | [ 14 ] |
| 2010 | Prawa maładych – pierszy muzyczny blin - Data wydania: marzec 2010 - Wydawca: Budźma | „Sanie”        | [ 15 ] |

### Single
| Rok  | Dane dot. singla | Album                        |
| ---- | --- | ---------------------------- |
| 2013 | „Priedsmiertnyj chit” - Oryginalna pisownia tytułu: „Предсмертный хит” - Data wydania: 22 października 2013                           | Daj Darogu!                  |
| 2013 | „Armija” - Oryginalna pisownia tytułu: „Армия” - Data wydania: 21 listopada 2013                                                      | 20 sm                        |
| 2013 | „20 sm” - Oryginalna pisownia tytułu: „20 см” - Data wydania: 28 listopada 2013                                                       | 20 sm                        |
| 2013 | „Bytowucha” - Oryginalna pisownia tytułu: „Бытовуха” - Data wydania: 5 grudnia 2013                                                   | Zarubiło                     |
| 2013 | „Po-siniemu” - Oryginalna pisownia tytułu: „По-синему” - Data wydania: 9 grudnia 2013                                                 | D.S.P.G.                     |
| 2013 | „5 pałata” - Oryginalna pisownia tytułu: „5 палата” - Data wydania: 16 grudnia 2013                                                   | Skwoź gowno                  |
| 2013 | „Nowyj god” - Oryginalna pisownia tytułu: „Новый год” - Data wydania: 25 grudnia 2013                                                 | 20 sm                        |
| 2014 | „Marija Iwanowna (No ganja no cry)” - Oryginalna pisownia tytułu: „Мария Ивановна (No ganja no cry)” - Data wydania: 14 stycznia 2014 | D.S.P.G.                     |
| 2014 | „Otrawleny mozgi” - Oryginalna pisownia tytułu: „Отравлены мозги” - Data wydania: 27 stycznia 2014                                    | Skwoź gowno                  |
| 2014 | „Łopata” - Oryginalna pisownia tytułu: „Лопата” - Data wydania: 4 marca 2014                                                          | Skwoź gowno                  |
| 2014 | „Mieżdu toboj i mnoj” (wersja akustyczna) - Oryginalna pisownia tytułu: „Между тобой и мной” - Data wydania: 27 marca 2014            | Skwoź gowno                  |
| 2014 | „Tankist” - Oryginalna pisownia tytułu: „Танкист” - Data wydania: 8 maja 2014                                                         | Daj Darogu!                  |
| 2014 | „Gołubi” - Oryginalna pisownia tytułu: „Голуби” - Data wydania: 2 sierpnia 2014                                                       | Lyapis Crew: TRUbjut, vol. 3 |
| 2016 | „Nie wieru” - Oryginalna pisownia tytułu: „Не веру” - Data wydania: 25 lutego 2016                                                    | Pod woj sobak                |
| 2016 | „Uwoltie” - Oryginalna pisownia tytułu: „Увольте” - Data wydania: 1 października 2016                                                 | Pod woj sobak                |
| 2016 | „Supersession” - Data wydania: 20 listopada 2016                                                                                      | Na morozie!                  |
| 2016 | „Dola” - Oryginalna pisownia tytułu: „Доля” - Data wydania: 2 grudnia 2016                                                            | Na morozie!                  |
| 2017 | „Kleptomany” - Oryginalna pisownia tytułu: „Клептоманы” - Data wydania: 2 stycznia 2017                                               | Na morozie!                  |
| 2018 | „Goł!” - Oryginalna pisownia tytułu: „Гол!” - Data wydania: 12 lipca 2018                                                             | Pod woj sobak                |
| 2018 | „Pomogi!” - Oryginalna pisownia tytułu: „Помоги!” - Data wydania: 27 września 2018                                                    | Pod woj sobak                |
| 2018 | „Nowyj god 2” - Oryginalna pisownia tytułu: „Новый год 2” - Data wydania: 19 grudnia 2018                                             | Pod woj sobak                |
| 2020 | „Baju-baj” - Oryginalna pisownia tytułu: „Баю-бай” - Data wydania: 18 lipca 2020                                                      | Pod woj sobak                |
| 2020 | „Chołodilnik” - Oryginalna pisownia tytułu: „Холодильник” - Data wydania: 16 października 2020                                        | Pod woj sobak                |

## Wideografia

### Teledyski
| Rok  | Tytuł              | Pisownia oryginalna | Data premiery       | Reżyser            | Źródło |
| ---- | ------------------ | ------------------- | ------------------- | ------------------ | ------ |
| 2002 | „Na Jamajkie”      | «На Ямайке»         | –                   | Uładzimir Kiwaczuk |        |
| 2003 | „Ona nie znała”    | «Она не знала»      | –                   | Uładzimir Kiwaczuk |        |
| 2004 | „Prygaj w kolasku” | «Прыгай в коляску»  | 1 czerwca 2004      | Uładzimir Kiwaczuk |        |
| 2004 | „20 sm”            | «20 см»             | 6 sierpnia 2004     | Uładzimir Kiwaczuk |        |
| 2004 | „Nowyj god”        | «Новый год»         | 6 grudnia 2004      | Uładzimir Kiwaczuk |        |
| 2006 | „Siemja u”         | «Семья у»           | 8 lutego 2006       | Uładzimir Kiwaczuk |        |
| 2009 | „Dień-nocz”        | «День-ночь»         | 5 lutego 2009       | Uładzimir Kiwaczuk | [ 26 ] |
| 2009 | „D.S.P.G.”         | «Д.С.П.Г.»          | 12 lutego 2009      | Uładzimir Kiwaczuk | [ 27 ] |
| 2009 | „Toma”             | «Тома»              | 12 marca 2009       | Uładzimir Kiwaczuk | [ 28 ] |
| 2009 | „Samorodok”        | «Самородок»         | 29 lipca 2009       | Uładzimir Kiwaczuk | [ 29 ] |
| 2011 | „Tiempieratura”    | «Температура»       | 3 października 2011 | Uładzimir Kiwaczuk | [ 30 ] |
| 2012 | „Ja nie wieduś”    | «Я не ведусь»       | 1 września 2012     | Uładzimir Kiwaczuk | [ 31 ] |
| 2012 | „Boli niet”        | «Боли нет»          | 29 grudnia 2012     | Uładzimir Kiwaczuk | [ 32 ] |
| 2014 | „Tankist”          | «Танкист»           | 8 maja 2014         | Uładzimir Kiwaczuk | [ 19 ] |
| 2015 | „Otrawleny mozgi”  | «Отравлены мозги»   | 6 sierpnia 2015     | Uładzimir Kiwaczuk | [ 33 ] |
| 2016 | „Wychodi”          | «Выходи»            | 30 czerwca 2016     | Pawieł Małaszonak  | [ 34 ] |
| 2017 | „Nie wieru”        | «Не веру»           | 5 lutego 2017       | Uładzimir Kiwaczuk | [ 35 ] |
| 2018 | „Pomogi!”          | «Помоги!»           | 27 września 2018    | Uładzimir Kiwaczuk | [ 36 ] |
| 2020 | „Baju-baj”         | „Баю-бай”           | 18 lipca 2020       | Uładzimir Kiwaczuk | [ 24 ] |

### DVD
| Rok           | Dane dot. wydawnictwa                                                                  | Lista utworów |
| ------------- | -------------------------------------------------------------------------------------- | --- |
| 2013          | Wiełoakustika - Oryginalna pisownia tytułu: Велоакустика - Data wydania: 18 marca 2013 | \| Lista utworów \| Lista utworów \| Lista utworów \| \| Nr \| Tytuł utworu \| Długość \| \| ------------- \| ---------------------------------------------- \| ------------- \| \| 1. \| „W sinich sandalach” („В синих сандалях”) \| \| \| 2. \| „Ostajotsia tolko kał” („Остаётся только кал”) \| \| \| 3. \| „Prygaj w kolasku” („Прыгай в коляску”) \| \| \| 4. \| „Samyj unikalnyj” („Самый уникальный”) \| \| \| 5. \| „Tiempieratura” („Температура”) \| \| \| 6. \| „Patrulnyj mient” („Патрульный мент”) \| \| \| 7. \| „D.S.P.G.” („Д.С.П.Г.”) \| \| \| 8. \| „Otrawleny mozgi” („Отравлены мозги”) \| \| \| 9. \| „Ja nie wieduś” („Я не ведусь”) \| \| \| 10. \| „Nowyj god” („Новый год”) \| \| |
| Lista utworów |                                                                                        | |
| Nr            | Tytuł utworu                                                                           | Długość |
| 1.            | „W sinich sandalach” („В синих сандалях”)                                              | |
| 2.            | „Ostajotsia tolko kał” („Остаётся только кал”)                                         | |
| 3.            | „Prygaj w kolasku” („Прыгай в коляску”)                                                | |
| 4.            | „Samyj unikalnyj” („Самый уникальный”)                                                 | |
| 5.            | „Tiempieratura” („Температура”)                                                        | |
| 6.            | „Patrulnyj mient” („Патрульный мент”)                                                  | |
| 7.            | „D.S.P.G.” („Д.С.П.Г.”)                                                                | |
| 8.            | „Otrawleny mozgi” („Отравлены мозги”)                                                  | |
| 9.            | „Ja nie wieduś” („Я не ведусь”)                                                        | |
| 10.           | „Nowyj god” („Новый год”)                                                              | |